# 史蒂夫·奥尔福德
斯蒂芬·托德·奥尔福德（英語：Stephen Todd Alford，1964年11月23日—），美国前男子职业篮球运动员，曾效力于NBA联盟。他在1987年的NBA选秀中第2轮第26顺位被达拉斯小牛选中。目前为內華達大學雷諾分校篮球队的总教练。